# 恐怖のアーカイブ

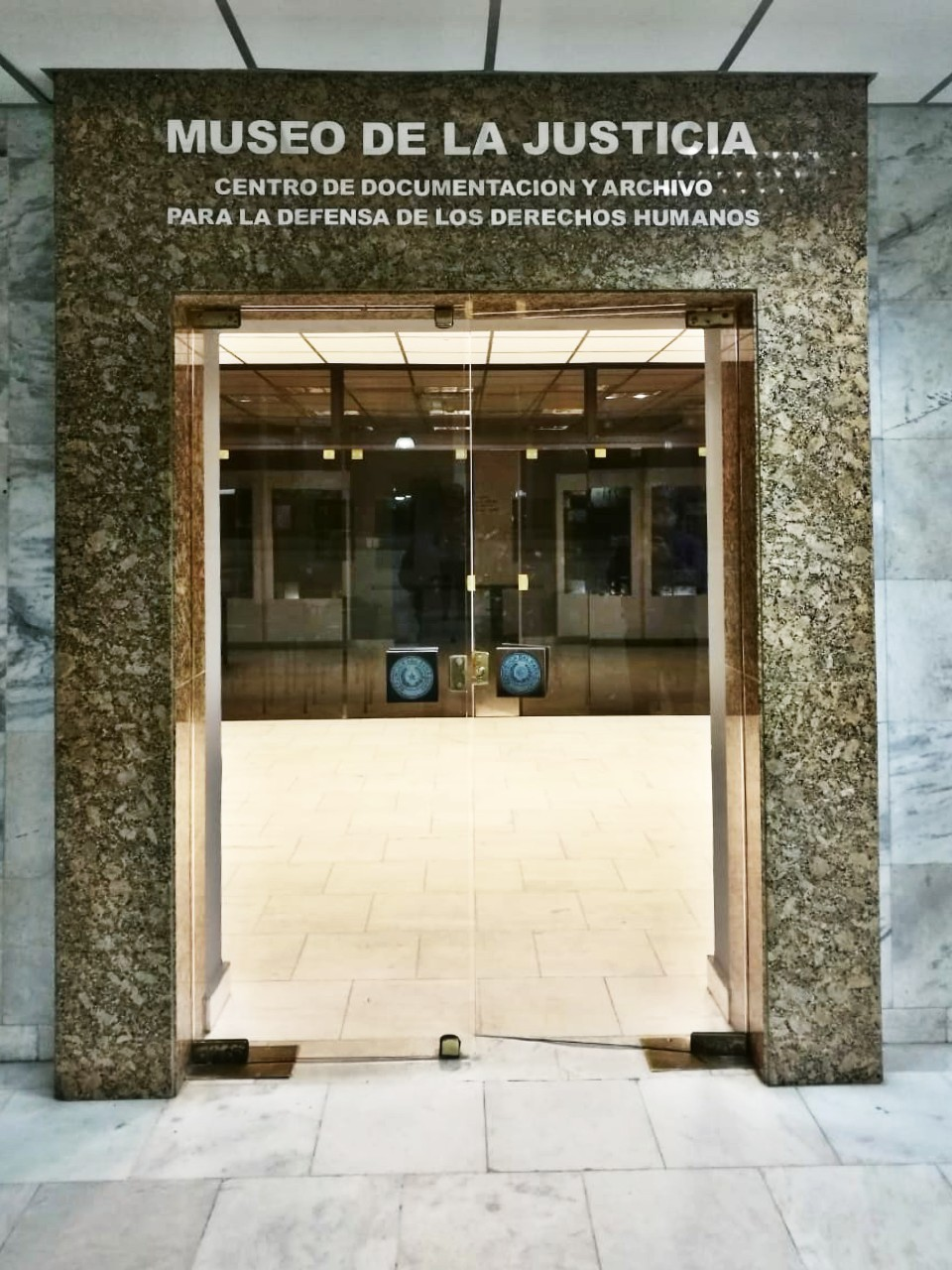
正義の博物館に保存されている「恐怖のアーカイブ」。2019年撮影。

「恐怖のアーカイブ」（« Archivos del Terror »）は、アルフレド・ストロエスネルの独裁政権（1954-1989）時代のもので、1992年12月22日に人権活動家で弁護士のマルティン・アルマダと裁判官ホセ・アグスティン・フェルナンデスによって、アスンシオン郊外のランバレーにある警察署で発見された。
アルマダは1970年代にストロエスネル軍事独裁政権による拷問を証明する文書を長年探しており、ある女性から情報を得てフェルナンデスとともにこれらのアーカイブを発見した。これらの文書は、アルゼンチン、ボリビア、ブラジル、チリ、パラグアイ、ウルグアイの治安部隊によって、コンドル作戦の際に拉致、拷問されたり、殺害された数千人の南米人の運命を明らかにした。
2003年にパラグアイ政府によって設置された真実と正義の委員会は、これらのアーカイブと他の3つの文書資料から、9,923人の人々が14,338回の人権侵害を受けたとするリストを作成した。これには拘留、拷問、処刑、失踪、亡命が含まれる。委員会の作業により、10,167人の追加の被害者も特定された。
2009年、UNESCOはこれらのアーカイブを世界の記憶プログラムに組み込んだ。このプログラムの目的の一つは、これらのアーカイブの保護とアクセス可能な状態を維持することである。